# Chińskie Tajpej na zimowych igrzyskach olimpijskich
Chińskie Tajpej, w latach 1972–1976 pod nazwą Republika Chińska, wystartowało we wszystkich zimowych IO od igrzysk w Sapporo w 1972 roku (oprócz igrzysk w roku 1980). Nazwa Chińskie Tajpej została wprowadzona przez MKOL, jako odpowiedź na protest Chińskiej Republiki Ludowej, według której nazwa Republika Chińska niesie ze sobą niewłaściwe i mylące skojarzenia z ChRL oraz jest sprzeczna z polityką jednych Chin i z tego powodu jest nie do zaakceptowania w organizacjach międzynarodowych, w których występują oba te państwa.

## Chińskie Tajpej

### Klasyfikacja medalowa
| Olimpiada           | Złoto | Srebro | Brąz | Razem |
| ------------------- | ----- | ------ | ---- | ----- |
| 1984 Sarajewo       | 0     | 0      | 0    | 0     |
| 1988 Calgary        | 0     | 0      | 0    | 0     |
| 1992 Albertville    | 0     | 0      | 0    | 0     |
| 1994 Lillehammer    | 0     | 0      | 0    | 0     |
| 1998 Nagano         | 0     | 0      | 0    | 0     |
| 2002 Salt Lake City | 0     | 0      | 0    | 0     |
| 2006 Turyn          | 0     | 0      | 0    | 0     |
| 2010 Vancouver      | 0     | 0      | 0    | 0     |
| Razem               | 0     | 0      | 0    | 0     |

## Republika Chińska

### Klasyfikacja medalowa
| Olimpiada      | Złoto | Srebro | Brąz | Razem |
| -------------- | ----- | ------ | ---- | ----- |
| 1972 Sapporo   | 0     | 0      | 0    | 0     |
| 1976 Innsbruck | 0     | 0      | 0    | 0     |
| Razem          | 0     | 0      | 0    | 0     |